# Helicoconis (Capoconis) capensis
Helicoconis (Capoconis) capensis is een insect uit de familie van de dwerggaasvliegen (Coniopterygidae), die tot de orde netvleugeligen (Neuroptera) behoort. 
Helicoconis (Capoconis) capensis is voor het eerst wetenschappelijk beschreven door Enderlein in 1914.